# Tecomate, Platón Sánchez
Tecomate är en ort i Mexiko.   Den ligger i kommunen Platón Sánchez och delstaten Veracruz, i den sydöstra delen av landet, 220 km norr om huvudstaden Mexico City. Tecomate ligger 107 meter över havet och antalet invånare är 319.
Terrängen runt Tecomate är platt. Runt Tecomate är det ganska tätbefolkat, med 108 invånare per kvadratkilometer. Närmaste större samhälle är Platón Sánchez, 11,2 km sydost om Tecomate. Trakten runt Tecomate består till största delen av jordbruksmark.